# Hermann Höger
Hermann Höger (* 15. Januar 1882 in Bekenreihe bei Elmshorn; † 13. Juli 1950 in Hamburg) war ein deutscher Architekt. Er gilt als einer der Vertreter des norddeutschen Backsteinexpressionismus.

## Leben
Höger war eines von sechs Kindern eines Kleinbauern, der eine Zimmerei betrieb. Zwei seiner Brüder ergriffen ebenfalls Berufe des Bauhandwerks. Sein viereinhalb Jahre älterer Bruder Fritz (1877–1949) war ebenfalls als Architekt in Hamburg tätig und wurde mit der Errichtung des Chilehauses bekannt. Fritz Höger förderte die Ausbildung seines Bruders an der Baugewerkschule und nahm ihn von 1910 bis 1912 in seinem Büro auf, wo er unter der Anleitung von Ferdinand Sckopp weiter ausgebildet wurde. Aus dieser Zeit ist der Entwurf des Eingangsbereichs für das Landhauses Tolle überliefert. 
Während seines Studiums wohnte Höger bei seiner Schwester Maria in Rellingen, die mit einem Zimmermann verheiratet war. Seine Ehefrau Emmi, früh verstorben, ist auf dem Friedhof Rellingen beigesetzt. Eines seiner frühen Werke ist die Klinkerstele des Ehrenmals an der Rellinger Kirche, das 1923 eingeweiht wurde, und deren baukeramischen Schmuck der Bildhauer Ludwig Kunstmann gestaltete, mit dem Höger mehrfach zusammenarbeitete. 
Sein erstes Büro richtete Höger in der Langen Reihe 29 in Hamburg-St. Georg ein. Fritz Schumacher beauftragte ihn mit dem Innenausbau des Hauptrestaurants im Stadtpark Hamburg, das 1924 fertiggestellt wurde. Das Gesundheitsamt am Besenbinderhof folgte 1925 als städtischer Auftrag. Auf dem schwierigen Gelände direkt am Geestrand errichtete er einen Bau mit expressionistischer, stark vertikal gegliederter Klinkerfassade.
Höger wurde in den Bund Deutscher Architekten (BDA) berufen, der seinem Bruder Fritz die Aufnahme verweigert hatte. Es folgten ab 1925 verschiedene Villenbauten und schließlich sein eigenes Haus an der Brabandstraße 1 in Hamburg-Alsterdorf. Hier errichtete er ein Doppelhaus mit expressionistischen und gotisierenden Elementen. In Rellingen und Rendsburg entstanden weitere Bauten, teilweise gemeinsam mit anderen Architekten.
Ende der 1920er Jahre wandte sich Höger vermehrt dem Siedlungsbau und der Errichtung von Kleinwohnungen zu.
- Auf der Veddel plante die Stadt unter Schumacher eine moderne, arbeitsplatznahe Wohnsiedlung. Die städtebauliche Grundstruktur und die Geschosszahlen waren vorgegeben. Die Gestaltung der einzelnen Baublöcke oblag den verschiedenen Architekten. Bauträger war nicht die Stadt, sondern die gewerkschaftseigene Gemeinnützige Kleinwohnungsbaugesellschaft Groß-Hamburg (GKB), eine Vorgängerin der späteren Neuen Heimat.[3] Höger plante gemeinsam mit dem Architekturbüro Elingius und Schramm 1926–1927 die Häuser Immanuelplatz 11–13 / Immanuelstieg / Veddeler Brückenstraße, die charakteristische rautenförmige Dachfenster und eine Lukenöffnung für den Kohlentransport haben.[4]

- Schumacher hatte den ursprünglich 1914 aufgestellten Bebauungsplan für Hamburg-Barmbek-Nord durch eine aufgelockerte Bebauung mit umfangreichen Grünzonen reformiert. Höger übernahm 1927–1930 mit Karl Schneider Aufgaben im Geschosswohnungsbau im Bereich Habichtsplatz / Schwalbenplatz für die GKB (Südwestblock).[5] Nördlich des Habichtplatzes errichtete er die Blockrandbebauung Otto-Speckter-Straße / Dennerstraße und Mildestieg / Dennerstraße.

- Ausgehend von einem Bebauungsplan aus dem Jahr 1927 entstanden nach dem Ende der Weltwirtschaftskrise Mitte der 1930er Jahre auf der Horner Geest südöstlich der Rennbahn entlang der Washingtonallee 3750 Wohnungen. Höger errichtete 278 Wohnungen mit Richard Opitz und Hans Mütel für die gemeinnützige Wohnungsbaugesellschaft „Freie Stadt“ (heute: SAGA Unternehmensgruppe).[6]

- In der Gartenstadt Alsterdorf entstand zwischen dem Heilholthamp und der U-Bahn 1935–1938 eine Eigenheimsiedlung mit 304 Einfamilienhäusern. Höger oblag die Gesamtplanung und er übernahm die Planung etlicher Häuser.[7]

Neben seiner Tätigkeit im Siedlungsbau errichtete er mehrere private Einfamilienhäuser und nahm an Wettbewerben teil:
- 1925: Wettbewerbsentwurf für eine Sporthalle am Stadtpark
- 1937: Wettbewerbsentwurf für ein Verwaltungsgebäude der Feuerkasse (in Zusammenarbeit mit Gustav Burmester; prämiert mit dem 2. Preis)

Mit Ausbruch des Zweiten Weltkriegs wurde Höger – wie auch einige andere Hamburger Architekten – von Konstanty Gutschow, dem offiziellen „Architekten für die Neugestaltung der Hansestadt Hamburg“, mit Planungsaufgaben beschäftigt.
Hermann Höger starb 1950 in Hamburg.

## Werke
| Foto                             | Baujahr   | Objekt                                                                                    | Erläuterung |
| -------------------------------- | --------- | ----------------------------------------------------------------------------------------- | --- |
| Ehrenmal                         | 1923      | Ehrenmal für die Gefallenen des Ersten Weltkriegs auf dem Kirchplatz in Rellingen (→Lage) | Die von Höger entworfene Klinkerstele trägt Keramikplatten und Plastiken von Ludwig Kunstmann. Als Högers Mitarbeiter für das Ehrenmal wird in der Literatur Hopp benannt.                                                  |
|                                  | 1925      | Lehnstuhl und Truhe im Museum für Kunst und Gewerbe Hamburg                               | für einen Privatmann entworfene expressionistische Möbelstücke, angefertigt von Ludwig Kunstmann |
| Rellingen, Hauptstraße 17        | nach 1925 | Haus Martens Rellingen, Hauptstraße 17 (→Lage)                                            | für den Busunternehmer Julius Martens im Schröderschen Park errichtet Lange ordnet den Bau Höger zu. |
|                                  | 1925      | Wohnhaus des Bürgermeisters Rendsburg                                                     | gemeinsam mit Joerges und Wehde |
| Gesundheitsamt in Hamburg        | 1925–1926 | Gesundheitsamt in Hamburg, Besenbinderhof 41 (→Lage)                                      | Expressionistische Fassade mit starker vertikaler Gliederung. Höger fand mit diesem Bau auf einem problematischen Grundstück am Geestrand öffentliche Aufmerksamkeit. Denkmalliste Hamburg (Stand 2020), Nr. 13621          |
| Wohnhäuser in Barmbek Nord       | 1925–1926 | Wohnhäuser in Barmbek Nord, Südwestblock Habichtplatz / Schwalbenplatz (→Lage)            | Gemeinsam mit Karl Schneider Denkmalliste Hamburg, Nr. 23487 |
| Wohnhäuser am Mildestieg         | 1927      | Wohnhäuser am Mildestieg in Barmbek Nord (→Lage)                                          | Die Häuser sind zur Straßenseite in Klinkern ausgeführt, zum Innenhof verputzt. Im Innenhof zur Otto-Speckter-Straße liegt ein kleines Waschhaus. Denkmalliste Hamburg, Nr. 23154.                                          |
| Doppelwohnhaus Brabandstraße 1/2 | 1926–1927 | Doppelwohnhaus Brabandstraße 1/2 in Groß-Borstel (→Lage)                                  | Das Haus Brabandstraße 1, Doppelwohnhaus Landhaus Höger (Eckgrundstück zum Alsterdorfer Damm) baute Höger als eigenen Wohnsitz. Denkmalliste Hamburg (Stand 2020), Nr. 20320                                                |
|                                  | 1926–1927 | Mehrfamilienwohnhaus Bismarckstraße 1 in Rendsburg (→Lage)                                | |
| Wohnhäuser auf der Veddel        | 1926–1927 | Wohnhäuser auf der Veddel (→Lage)                                                         | gemeinsam mit Elingius und Schramm; Immanuelplatz 11–13 / Immanuelstieg / Veddeler Brückenstraße; Flachdachbauten ohne Keller; Windenluken für den Transport des Brennmaterials. Denkmalliste Hamburg, Nr. 14457.           |
| Umbau Heimhuder Straße 39        | 1927      | Umbau des Wohnhauses Rothschild Heimhuder Straße 39 (→Lage)                               | Höger setzte die Umbauarbeiten von Kurt F. Schmidt 1927 fort und übernahm die expressionistische Fassadengestaltung des Baus.                                                                                               |
|                                  | 1929      | Christian-Timm-Schule, Kieler Straße 27 in Rendsburg (→Lage)                              | |
| Wohnhäuser Otto-Speckter-Straße  | 1929–1931 | Wohnhäuser Otto-Speckter-Straße, Barmbek Nord (→Lage)                                     | Die Häuser sind zur Straßenseite in Klinkern ausgeführt, zum Innenhof verputzt. Denkmalliste Hamburg, Nr. 23616 |
| Kontorhaus                       | 1935      | Kontorhaus Prien-Haus Jungfernstieg 51 / Colonnaden 1, Hamburg (→Lage)                    | gemeinsam mit Elingius und Schramm Denkmalliste Hamburg (Stand 2020), Nr. 12780 |
|                                  | 1935      | Geschosswohnungsbau in Bergedorf, Bergedorfer Straße / Vierlandenstraße / Am Pool (→Lage) | Denkmalliste Hamburg (Stand 2013), Nr. 28660 |
|                                  | 1935–1938 | Gartenstadt Alsterdorf (→Lage)                                                            | Hier wurden die einzelnen Einfamilienhäuser von verschiedenen Architekten realisiert, von Höger stammte die Gesamtplanung.                                                                                                  |
| Wohnhäuser in Horn               | 1936–1940 | Wohnhäuser in Horn, Washingtonallee / Sandkamp / Stengelestraße (→Lage)                   | Gemeinsam mit Müthel und Opitz für die SAGA; Die Bauten wurden kriegsbedingt teilweise zerstört und neu errichtet. Durch energetische Renovierungen in den letzten Jahren ist der Eindruck teilweise erheblich beeinflusst. |
|                                  | vor 1939  | Heim der Hitlerjugend im Hamburger Stadtpark                                              | im Rahmen der Tätigkeit für Konstanty Gutschow entworfen |
|                                  | 1950–1951 | Verwaltungsgebäude für das Tempo-Werk, Am Radeland 125, Bostelbek (→Lage)                 | 1950/1 gemeinsam mit Otto Koch Denkmalliste Hamburg (Stand 2020), Nr. 28291 |